# Баранов, Иван Васильевич
Иван Васильевич Баранов (1899, Карачевский уезд, Орловская губерния — 3 октября 1942) — советский хозяйственный, государственный и политический деятель.

## Биография
Родился в 1899 году в деревне Фроловка Орловской губернии.
С 1913 года — на хозяйственной, общественной и политической работе. В 1913 году начал работать в паровозном депо Брянск-II, где работал его отец. Баранов сначала был обтирщиком паровозов, помощником машиниста и на других малоквалифицированных должностях. С 1929 года — машинист пассажирских поездов депо станции Брянск-П, с 1936 — заместитель начальника депо станции Брянск-I. Участник Великой Отечественной войны, руководитель паровозной колонны.
Почётный железнодорожник, лучший стахановец депо Брянск-I, застрельщик социалистического соревнования, обладатель значка «Ударнику Сталинского призыва».
Член ВКП(б). На XVI съезде ВКП(б) был избран членом ВЦИК. 12 декабря 1937 года Карачевским избирательным округом был избран депутатом Верховного Совета СССР 1-го созыва.
Погиб при бомбардировки 3 октября 1942 года на трудовом посту в селе Гмелинка.

## Награды
- Орден Ленина (1936).